# Дунин-Борковский, Станислав
Станислав Дунин-Борковский (пол. Stanisław Dunin-Borkowski; 3 мая 1782, Руда, Королевство Галиции и Лодомерии, Австрийская империя — 29 декабря 1850, Львов) — польский геолог, первый польский минералог, литератор, член горно-академического общества во Фрайбурге и Париже.
Отпрыск благородного рода Дуниных-Борковских. Автор научных работ, книг о путешествиях и другого.
В 1816 во Львове анонимно опубликовал «Письмо путешествующего по Татрам», содержащее ценную информацию в области геологии, ботаники и этнографии. Под своей фамилией издал работу «Lagerung des Kalksteines von Czorsztyn und Kościelisko» («Leonhards Mineralog. Taschenbuch», 1820).
Автор работы об окрестностях и структуре горных пород у с. Косцелиска в Карпатах (ныне в составе гмины Радлув, Опольского воеводства, Польши).
Проводил минералогические исследования, в частности, на Везувии.

## Источник
- Wielka encyklopedia tatrzańska. Poronin: Wyd. Górskie, 2004. ISBN 83-7104-009-1.
- K. Maślankiewicz: Stanisław Dunin-Borkowski, pierwszy mineralog polski . W: «Księga pamiątkowa dziennika Czas», Wars. 1938. (пол.)